# Havasi varjúháj
A havasi varjúháj (Sedum alpestre) a kőtörőfű-virágúak (Saxifragales) rendjébe, ezen belül a varjúhájfélék (Crassulaceae) családjába és a fáskövirózsa-formák (Sempervivoideae) alcsaládjába tartozó faj.

## Előfordulása
A havasi varjúháj előfordulási területe a Pireneusok, az Alpok, a Vogézek, a Kárpátok, az Appenninek és Korzika, valamint Anatólia.

## Alfaja
- Sedum alpestre subsp. erythraeum (Griseb.) 't Hart

## Megjelenése
A havasi varjúháj 2-8 centiméter magas, lazán gyepes növekedésű, évelő növény, ívben felemelkedő, virágzó szárakkal és sűrűn leveles, meddő hajtásokkal. A 3-6 milliméter hosszú, 2 milliméter vastag levelek hengeresek vagy bunkó alakúak, pozsgásak, vörösesbarna befuttatásúak, ülők, szórt elhelyezkedésűek. A virágzat kevés virágú, a rövid kocsányú virágok 5-8 milliméter szélesek, 5 szirmúak. A szirom tojás alakú, tompa csúcsú, sárga. A porzók száma 10, a termés rövid hegyű tüsző.

## Életmódja
A havasi varjúháj az alhavasi és a havasi övben, 1300-3000 méter magasságban él. Katlanvölgyekben, morénákon, mészben szegény szilikáttalajokon nő.
A virágzási ideje június–augusztus között van.

## Képek

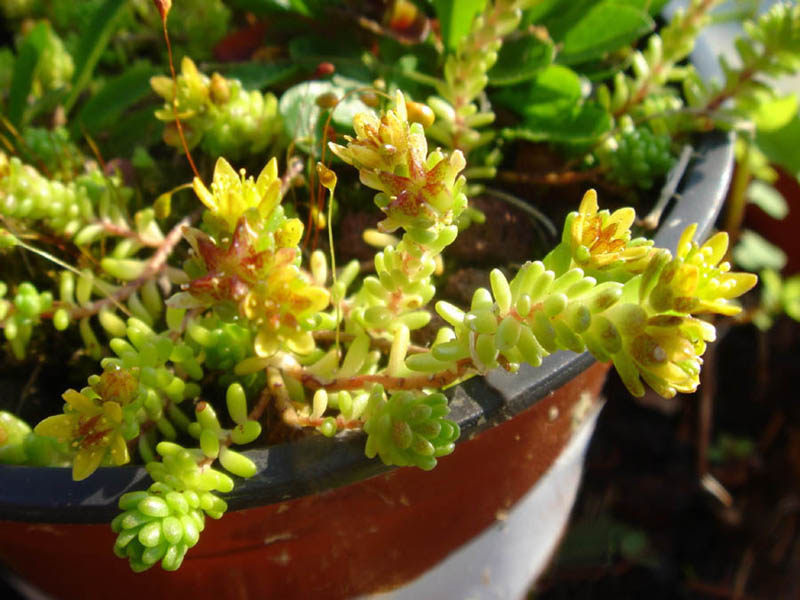
A növény
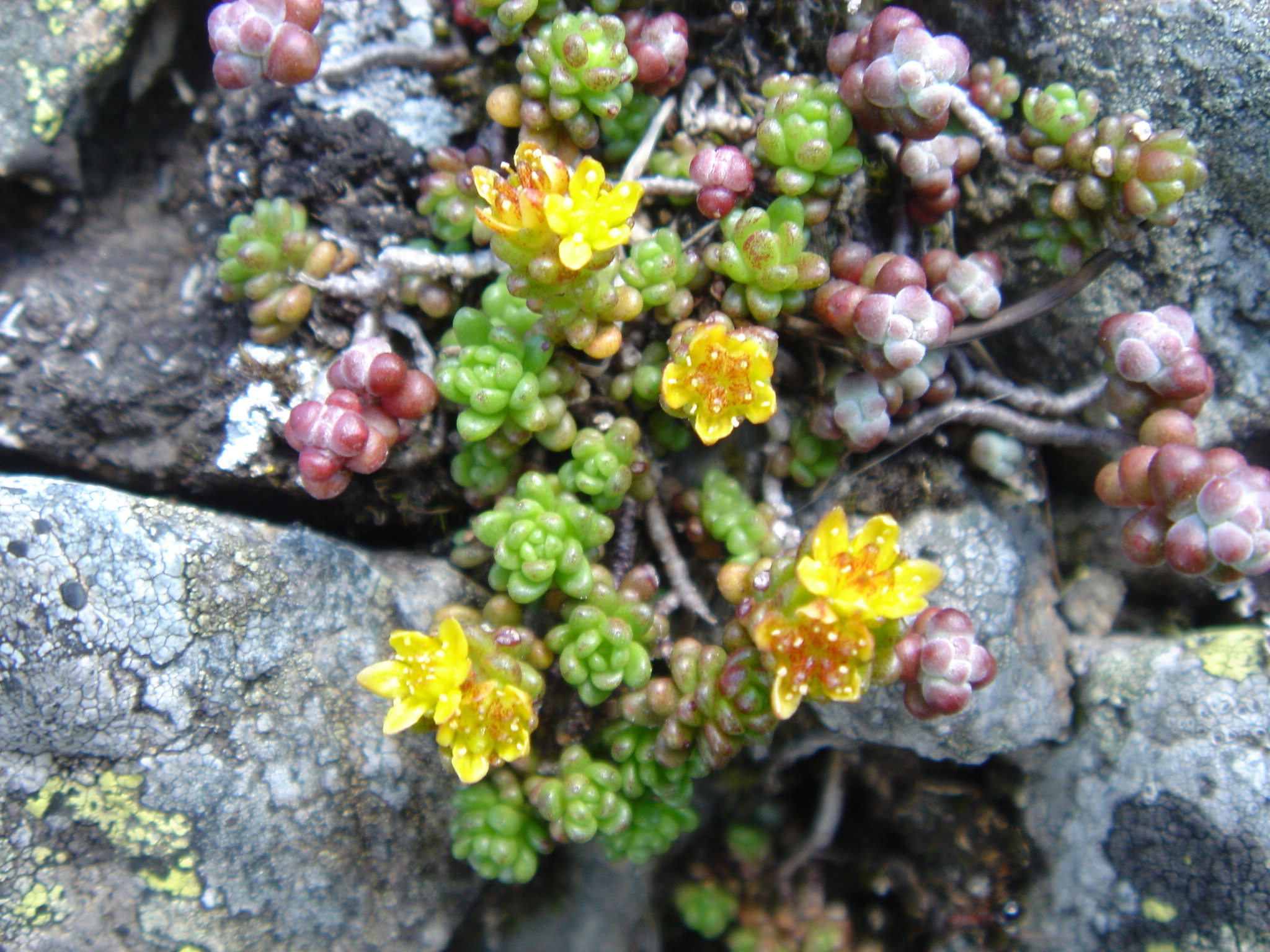
a sziklából
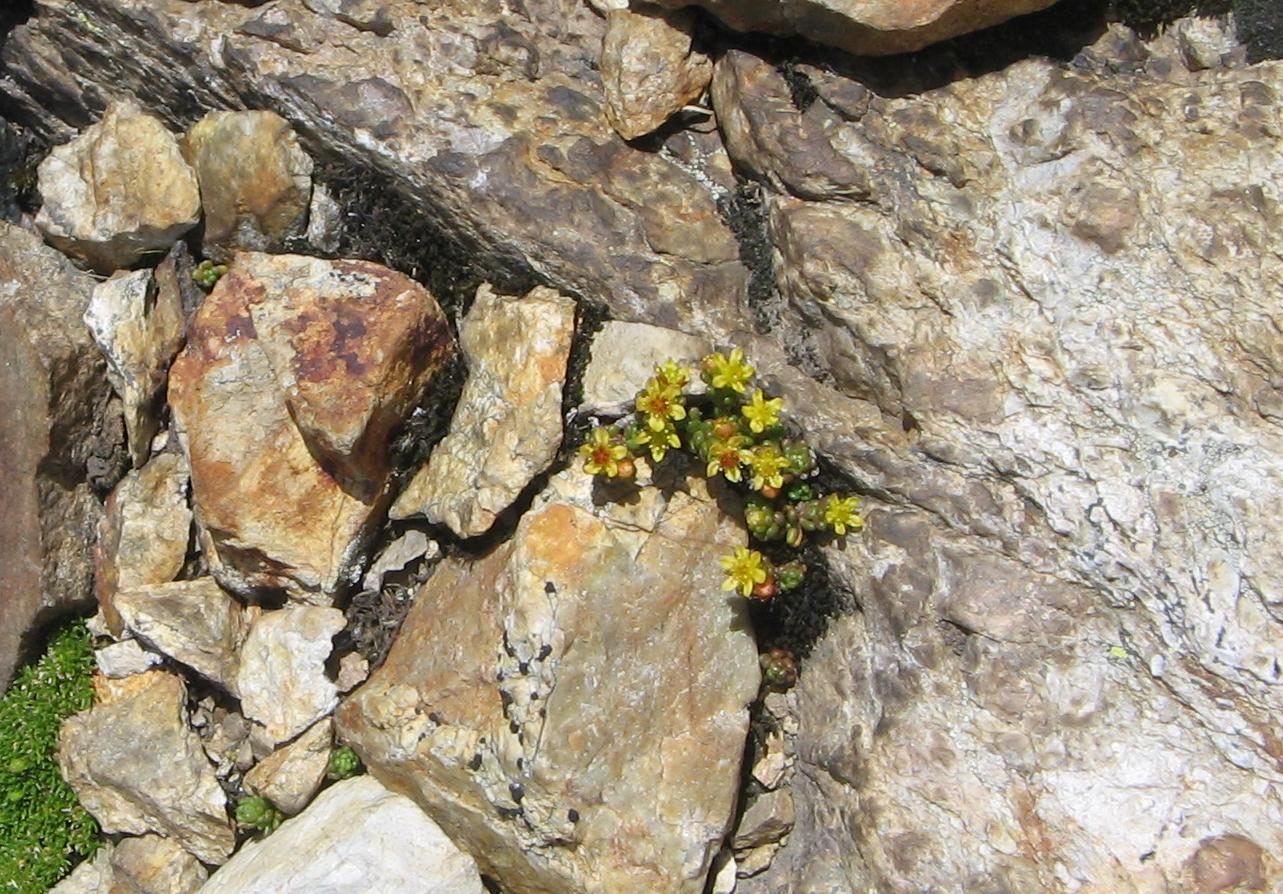
kinőve
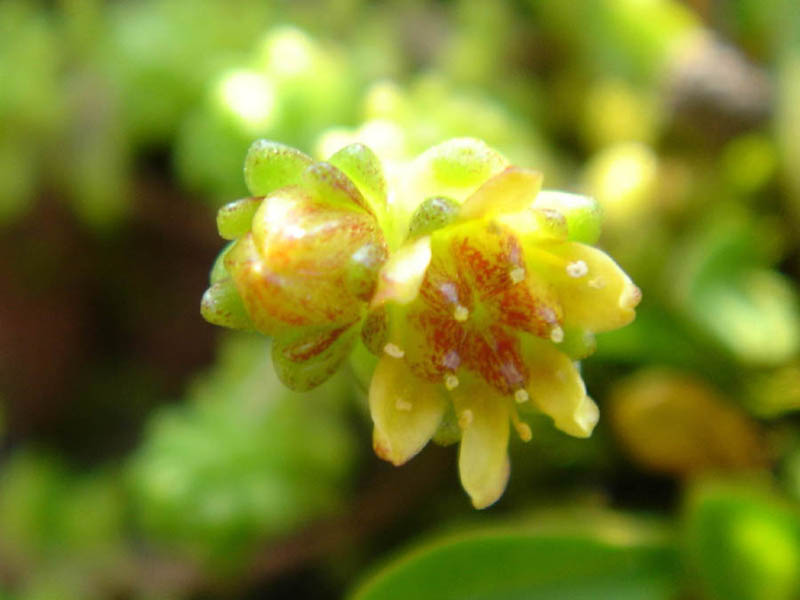
Virágai közelről
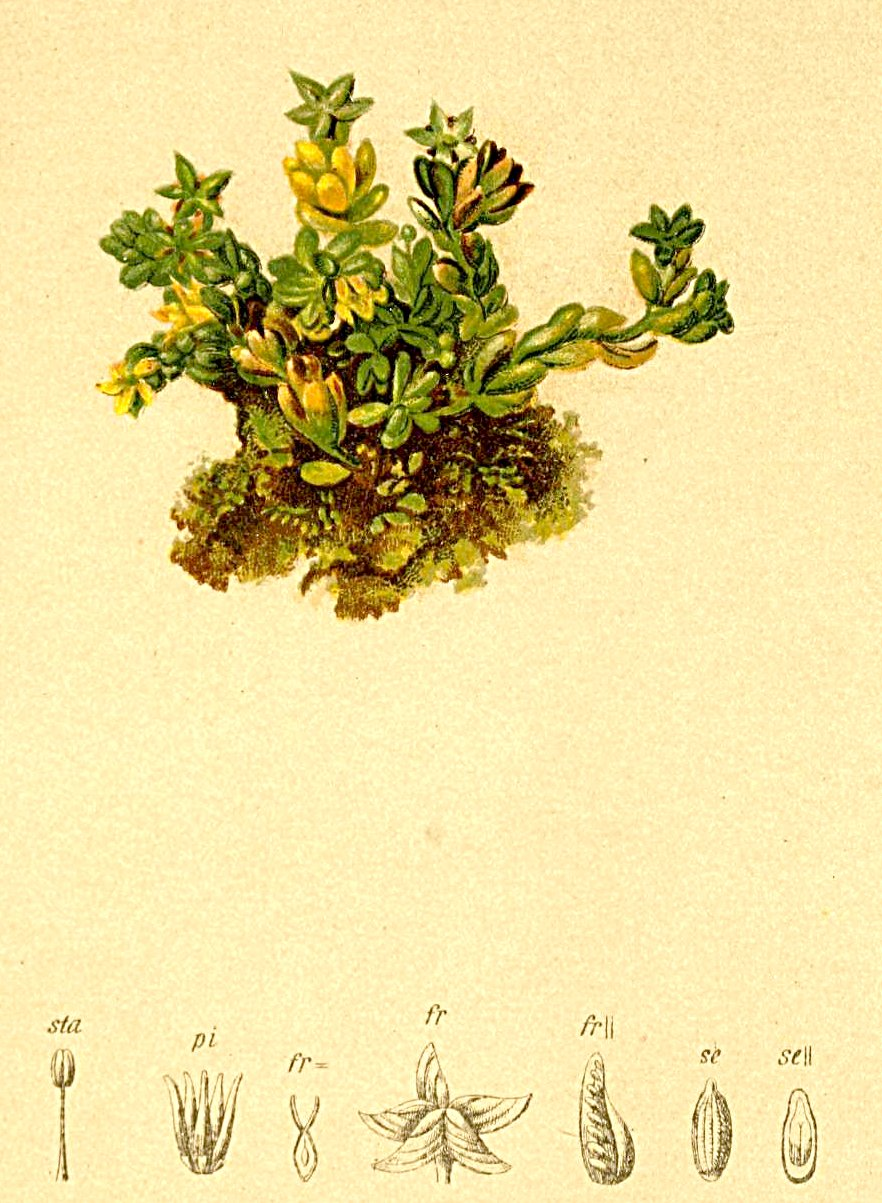
Rajz a növényről